# Estrela variável simbiótica
Uma Estrela Variável Simbiótica é um sistema formado por uma estrela binária variável, no qual uma das estrelas tem suas camadas posteriores expandidas e está ejetando-as rapidamente, e a outra é uma estrela quente (geralmente uma anã branca) que ioniza o gás ejetado.

## Variações perióticas na curva de luz das estrelas simbóticas
" Um grupo de binários simbióticos clássicos apresentam uma variação contínua periódica óptica, devido ao movimento orbital. Essa variação é normalmente atribuída a um efeito reflexo. No entanto, demonstramos que a reflexão efeito não é a correta interpretação das curvas de luz de algumas dessas estrelas simbiótica. A nossa abordagem para resolver este problema está baseado no pressuposto de que a presença de matéria estelar circulante, sobretudo entre as componentes do binário simbiótico. Nós assumimos que a onda-como observou variação da luminosidade pode ser produzido por uma projecção diferente da máteria estelar circulante nebulosidade na linha de visão, ao longo do ciclo orbital." - SKOPAL A.

## Modelos de estrelas simbióticas
"Uma das características mais importantes das estrelas simbióticas é a coexistência de uma componente espectral cool que aparentemente é muito parecido com o espectro de uma fria gigante, com pelo menos uma quente contínua, e a emissão de linhas muito diferentes estágios de ionização. O componente cool domina o espectro infravermelho do tipo S-simbióticos, e esta tende a ser velado nesta onda de por aquilo que aparenta ser excesso de emissões em tipo D-simbióticos, sendo esta geralmente atribuída ao excesso de poeira circulante. O quente contínuo (ou continua) domina o ultravioleta. Raios-X, por vezes, também têm sido observados. Outra característica importante das estrelas simbióticas que precisa ser explicado é a variabilidade. Ocorrer diferentes formas, sendo algumas variações periódicas. Este tipo de variabilidade pode, em alguns casos, sugerem fortemente a presença dos eclipses de um sistema binário. Uma das formas mais característicos da variabilidade é que a caracterização das fases ativas. Esta forma básica de variação é tradicionalmente associado a óptica com o disfarce do espectro e arrefecer o desaparecimento das linhas de alta ionização de emissão, este último aparecendo progressivamente (no caso clássico, que reaparece) mais tarde. Tais mudanças espectrais lembram as de novae, mas as elevadas assinaturas espectroscópicas de ejeção-velocidades observadas para novae, normalmente, não são detectados em estrelas simbióticas. No entanto, as curvas de luz da nova simbiótica subclasse lembram as novae. Podemos também mencionar que, neste contexto, observações de rádio (ou, em alguns casos, observações ópticas) de nebulosas indicar ejeção simbiótica de estrelas, com desvios de simetria esférica." - Friedjung, Michael